# نويل كوكي
نويل كوكي (5 يناير 1935 - 28 فبراير 1995)  (بالإنجليزية: Noel Cooke)‏ هو لاعب كريكت بريطاني.